# Etxebarri
Etxebarri (Etxebarri Anteiglesia de San Esteban in castigliano e Etxebarri Doneztebeko Elizatea in basco), è un comune spagnolo di 7 043 abitanti situato nella comunità autonoma dei Paesi Baschi.

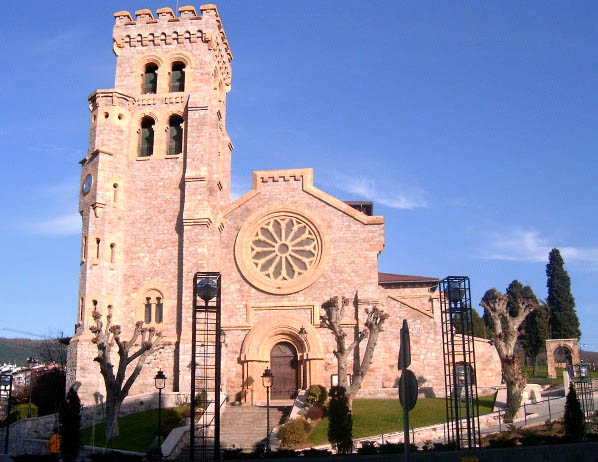
Chiesa de Santo Stefano Martire, Etxebarri.